# ۳۱۶ (میلادی)
۳۱۶ (میلادی) سیصد  و شانزدهمین سال تقویم میلادی است.

## زادگان
- کنستانتین دوم، امپراتور روم.

## درگذشتگان
‎